# Брюггеман, Проспер
Проспер Брюггеман (фр. Prospére Bruggeman; 14 марта 1870, Ledeberg — 6 марта 1939, Gentbrugge) — бельгийский гребец, серебряный призёр летних Олимпийских игр 1900.
Брюггеман на Играх участвовал в соревнованиях двоек и восьмёрок. Лучшим его результатом было соревнование в команде, в котором он занимал второе место сначала в полуфинале, а потом в финале, выиграв серебряную медаль. В соревнованиях двоек, в паре с Морисом Хемелсутом, он занял третье место в полуфинале, не пройдя в заключительную гонку.